# Kick It In
Kick It In is een nummer van de Schotse band Simple Minds uit 1989. Het is de vierde single van hun achtste studioalbum Street Fighting Years.
Het nummer werd een klein hitje op de Britse eilanden. In het Verenigd Koninkrijk haalde het de 15e positie. In het Nederlandse taalgebied werd het nummer ook een bescheiden succesje. In de Nederlandse Top 40 haalde het de 29e positie, en de Vlaamse Radio 2 Top 30 wist het nummer nog net te bereiken met een 30e positie.